# Tổ Tông Viên Quang
Tổ Tông - Viên Quang (祖宗 - 圓光,1758-1827) là một Thiền sư Việt Nam, thuộc đời 36, phái Lâm Tế tông. Năm 1772, sư đến trụ trì chùa Giác Lâm, và biến nơi này thành một "Phật học xá" ở vùng đất mới là Gia Định.

## Thân thế và hành trạng
Thiền sư Viên Quang, húy Tổ Tông (từ đây gọi tắt là "Viên Quang"), chưa rõ tên họ thật, có thể là người Minh Hương (người Hoa ở Việt Nam) vì ông nội của sư là một trong số tướng sĩ trong đạo quân của Tổng binh Trần Thượng Xuyên của nhà Minh không chịu thần phục nhà Thanh, nên bỏ Trung Hoa qua Đàng Trong (Đại Việt) xin thần phục chúa Nguyễn Phúc Tần vào năm 1679, được chúa cho vào làm ăn sinh sống ở Cù lao Phố (Biên Hòa).
Lúc nhỏ, sư tu học ở chùa Đại Giác (Cù lao Phố, Biên Hòa). Lúc bấy giờ trụ trì chùa là Thiền sư Thành Đẳng Minh Lượng. Lớn lên, sư qui y thọ giáo với đệ tử của vị Thiền sư trên là Thiền sư Phật Ý Linh Nhạc ở chùa Từ Ân (Gia Định). Theo "bia Tiểu sử Ngô Nhân Tịnh", thì sư cũng từng theo học với thầy Võ Trường Toản ở làng Hòa Hưng (Gia Định), và là bạn đồng môn với Ngô Tùng Châu, Trịnh Hoài Đức, Ngô Nhân Tịnh, Lê Quang Định...
Nhờ giỏi chữ Hán, ham đọc sách và chăm chỉ tu hành, Thiền sư Viên Quang uyên thâm cả Phật học và Nho học. Với sức học uyên bác đó, sư từng được thầy cử làm diễn giảng kinh pháp cho tăng chúng ở chùa.
Năm Nhâm Thìn (1772), chùa Giác Lâm tọa lạc trên gò Cẩm Sơn (lập năm 1744, nay ở tại địa chỉ: 118 đường Lạc Long Quân, thuộc phường 10, quận Tân Bình, Thành phố Hồ Chí Minh) khuyết sư Trụ trì, nên Phật tử chùa này đến chùa Từ Ân xin Thiền sư Phật Ý-Linh Nhạc cử người đến hoằng hóa. Sau đó, Thiền sư Viên Quang được thầy cử sang làm Trụ trì chùa Giác Lâm.

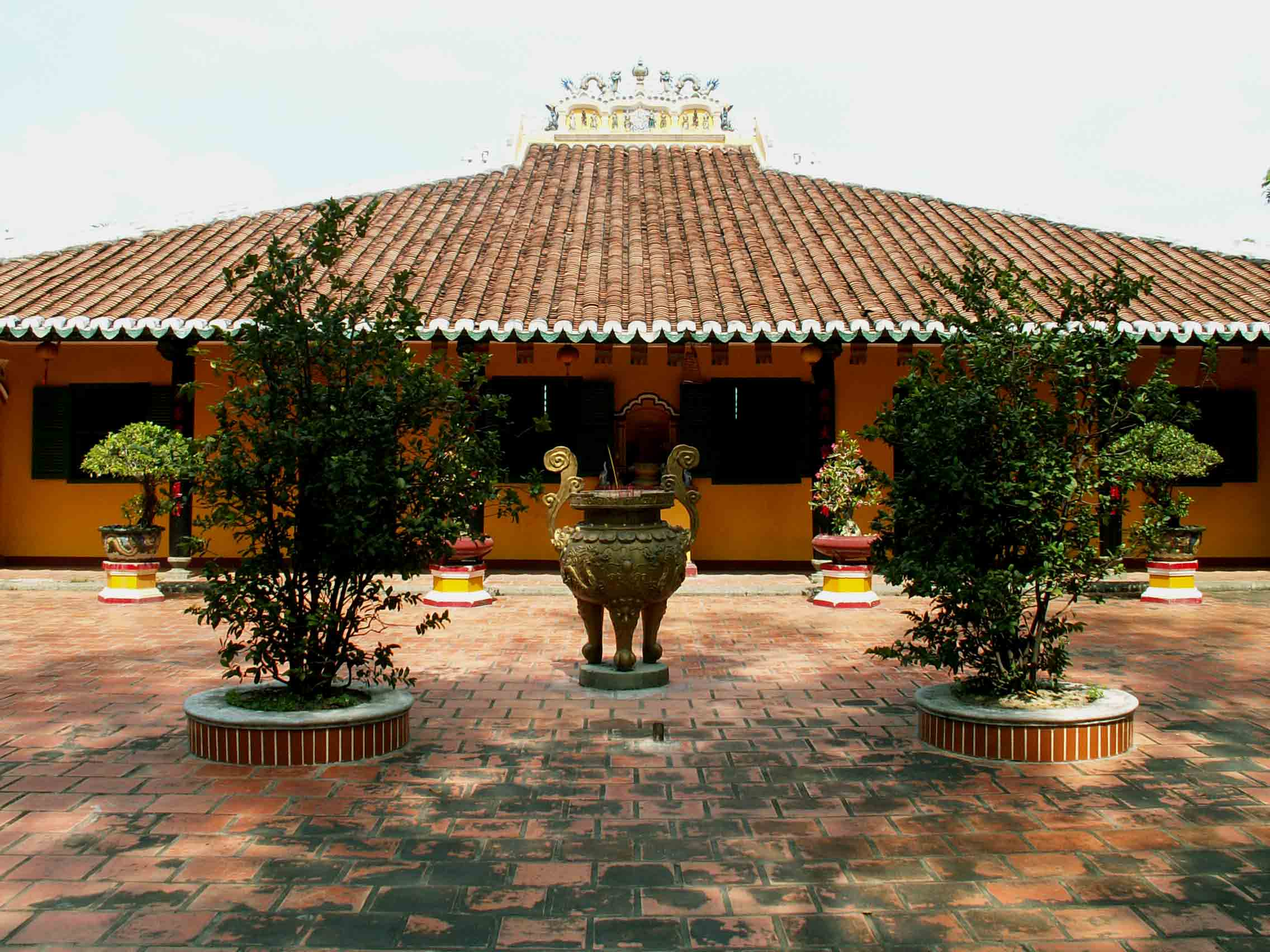
Chùa Giác Lâm ngày nay

Từ đó, lần hồi Thiền sư Viên Quang mở rộng chùa Giác Lâm thành một Phật học xá, cho chư tăng khắp nơi đến tham học Phật pháp, và chùa sẽ đài thọ mọi phí tổn, từ việc ăn uống đến kinh sách, tập bút...
Năm Mậu Ngọ (1798), Thiền sư Viên Quang phải tạm cho học tăng nghỉ học một thời gian để lo đại trùng tu lại chùa Giác Lâm, vì chùa đã bị hư mục sau hơn nửa thế kỷ (lập năm 1744). Do chùa được làm bằng gỗ quý, được chạm khắc tinh xảo nên đến năm Giáp Tý (1804), công việc mới hoàn thành. Sau đó, Thiền sư Viên Quang tiếp tục khai giảng các khóa học về kinh luận, chư tăng ở các nơi tựu về theo học rất đông.
Năm Gia Long thứ mười tám (1819), Thiền sư Viên Quang mở Giới đàn tại chùa Giác Lâm, dân chúng mộ đạo đến qui y thọ giới rất đông.
Thiền sư Viên Quang viên tịch tại chùa Giác Lâm vào ngày mùng 3 tháng Chạp năm Đinh Hợi (1827), thọ 69 tuổi, đồ chúng lập tháp chứa di cốt trong khuôn viên chùa, trên bia tháp chỉ ghi đơn sơ: "Lâm Tế Chánh Tông, Tông Hiến Quang Công, Đại Lão Hòa thượng".

## Thông tin liên quan

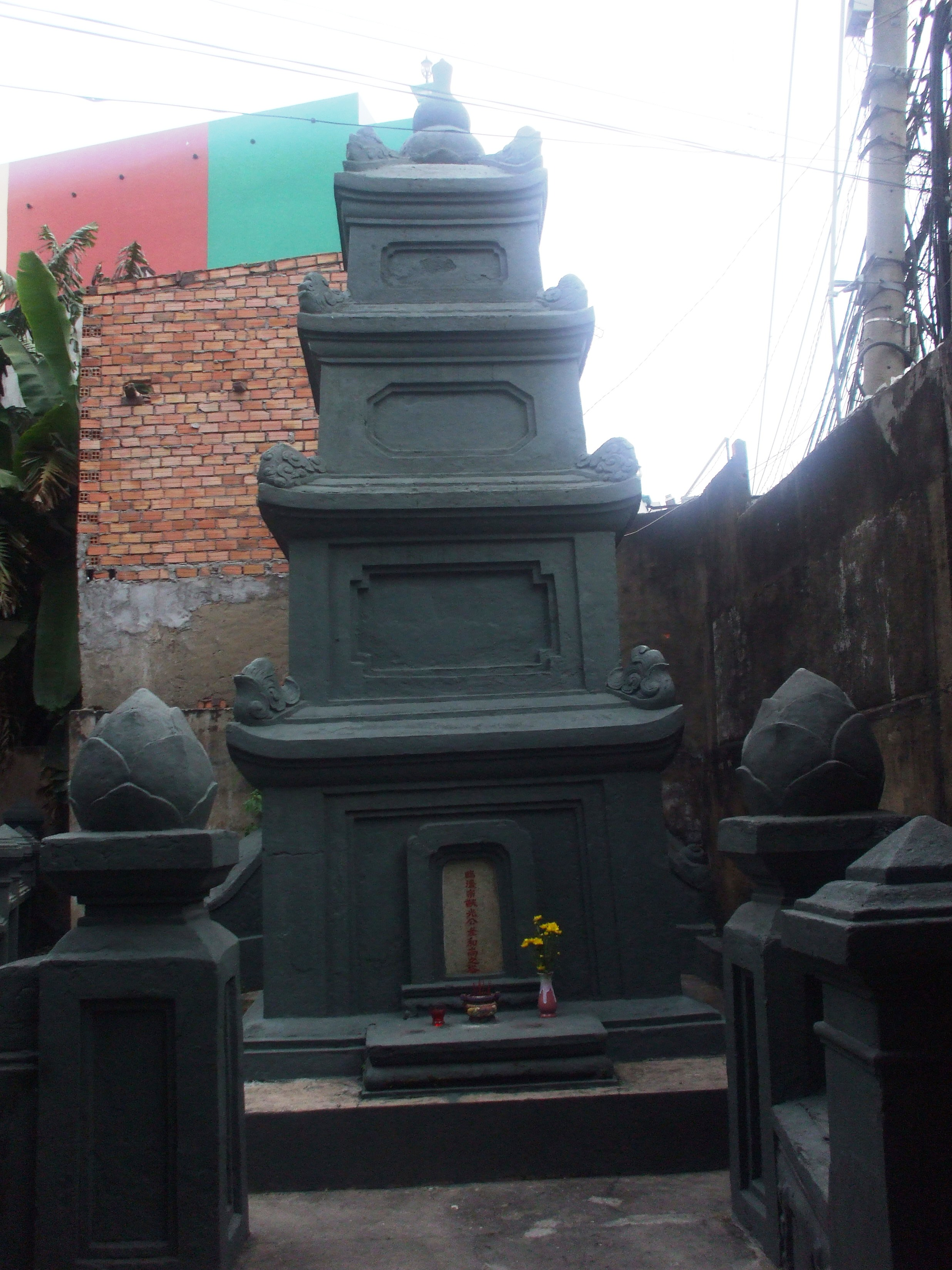
Tháp chứa di cốt Thiền sư Viên Quang

Lúc còn nhỏ ở Biên Hòa, Thiền sư Viên Quang cùng và danh thần Trịnh Hoài Đức (1765-1825) là đôi bạn thân. Lớn lên, một người chọn con đường tu (Viên Quang), một người chọn con đường làm quan (Trịnh Hoài Đức). Trong khoảng thời gian Trịnh Hoài Đức được vua Gia Long cử làm Hiệp Tổng trấn Gia Định Thành (gồm 6 tỉnh Nam Kỳ sau này), tại một dịp lễ ở chùa Tập Phước (xã Bình Hòa, Gia Định; nay thuộc quận Bình Thạnh), tình cờ Trịnh Hoài Đức gặp lại Thiền sư Viên Quang. Sau đó, Trịnh Hoài Đức có làm một bài thơ ngũ ngôn luật bằng chữ Hán để nói lên cảm xúc của mình. Bài thơ ấy được dịch ra như sau: 
| Nhớ xưa thuở thái bình, Đất Đồng Nai thạnh mỹ, Đạo Phật được hưng sùng, Nhà ngoại thêm phú quý. Ta đồng tử đốt hương, Sư theo đòi giáo nghĩa, Bên ngoài chia đạo đời, Bên trong đồng tâm chí. Loạn lạc phải xa nhau, Thế giới thành ngạ quỷ. Ta trôi nổi vào ra, Bọt bèo biển sanh tử. | Mới đó bốn mươi năm, Chớp nhoáng chuyện thế sự. Nay bỗng nhiên nhàn hành, Nơi thiền môn gặp gỡ. Ta Hiệp Biện Trấn Công, Sư Cao tăng Thượng sĩ. Nhìn xưa như giấc mộng, Tâm cùng tâm tương nghị, Chuyện xưa nói sao cùng, Đạo lớn vốn "Như Thị". |

Ngoài ra, khi viết về Thiền sư Viên Quang, Trịnh Hoài Đức còn dành những lời lẽ như sau:
"Đại lão Hòa thượng Viên Quang thuộc thế hệ 36 của phái thiền Lâm Tế chánh tông, trải từ tuổi nhỏ cho đến khi già, kiên trì tu hành, ngày càng tinh tấn, lại có tánh ưa cảnh khói mây, núi non sông suối (yên hà tuyền thạch), ít khi đến chỗ thành thị huyên náo. Từ khi Ngài đến chùa Giác Lâm, chùa này có tình cảnh hợp với câu thơ:
Sơn trung tức phiền não
Lâm hạ xuất già lam".
Tạm dịch:
Trên núi dứt phiền não
Trong rừng xuất hiện chùa.
Theo sách Lịch sử Phật giáo Đàng Trong, Thiền sư Viên Quang có nhiều trò giỏi, đáng chú ý có:
-Thiền sư Tiên Giác Hải Tịnh, từng làm Trụ trì chùa Giác Lâm (khi Thiền sư Viên Quang viên tịch), làm Tăng cang chùa Thiên Mụ và chùa Giác Hoàng ở Huế.
-Thiền sư Tiên Khuyến Từ Nhượng, và Tiên Trí Quảng Thông. Cả hai từng làm trụ trì chùa Bửu Phong trên núi Bửu Long (Biên Hòa).

## Sách tham khảo chính
- Thích Thanh Từ, Thiền sư Việt Nam. Thành hội Phật giáo TP. Hồ Chí minh xuất bản năm 1992.
- Nguyễn Hiền Đức, Lịch sử Phật giáo Đàng Trong. Nhà xuất bản Thành phố Hồ Chí Minh, 1995.
- Hai bài viết trong sách Hội thảo khoa học 300 năm Phật giáo Gia Định-Sài gòn-TP. Hồ Chí Minh (gọi tắt là "Hội thảo"), Nhà xuất bản TP.Hồ Chí Minh, 2002, gồm:

-Thiền Hòa tử Huệ Chí, "Buổi đầu của Phật giáo Gia Định-Sài Gòn".
-Nguyễn Quảng Tuân, "Kiến trúc các ngôi chùa xưa và nay".